# Ligue internationale de la librairie ancienne
 (octobre 2022).
Pour les articles homonymes, voir Lila.

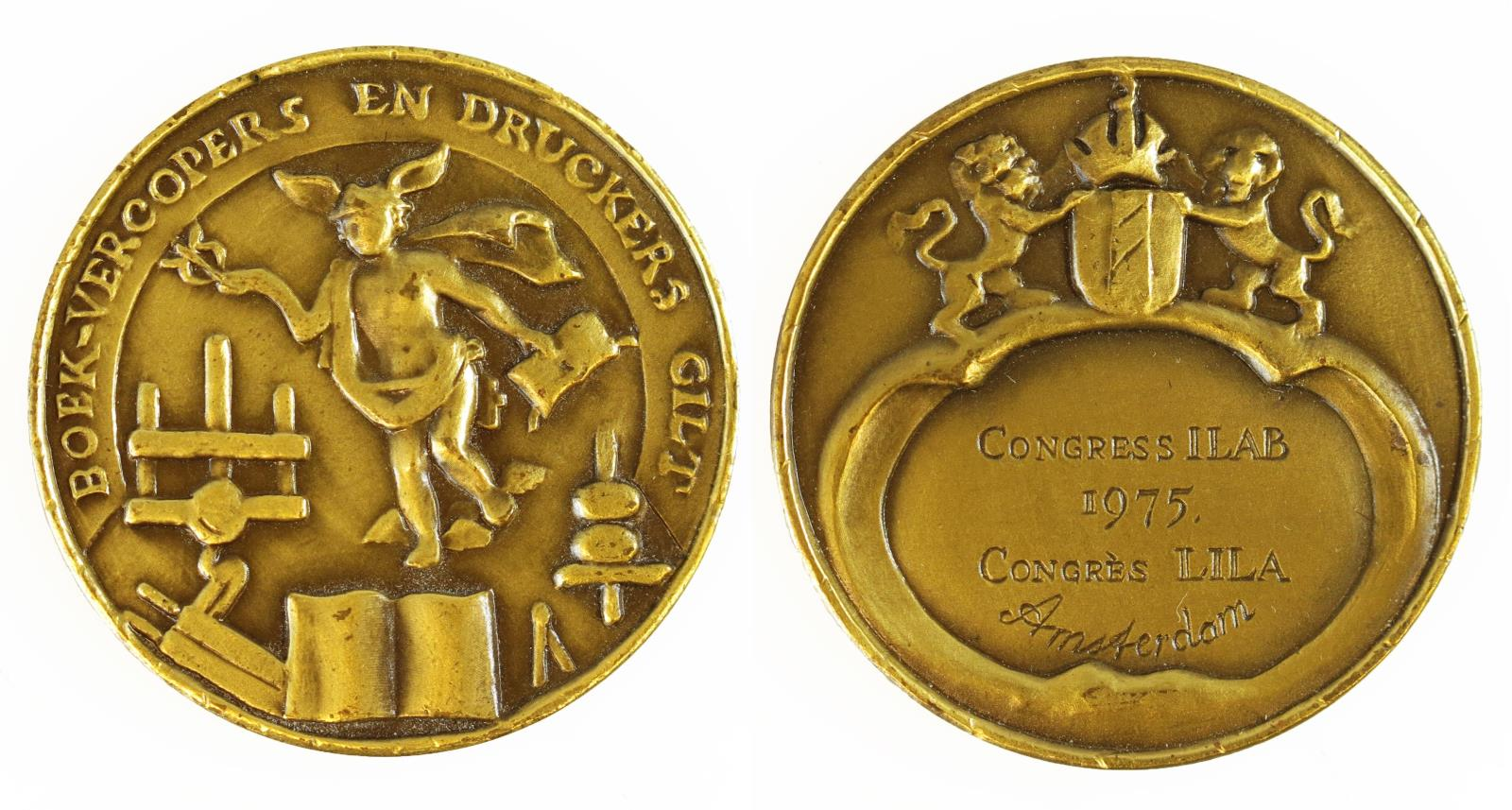
Médaille commémorative en bronze du Congrès de la LILA, réuni à Amsterdam en 1975.

La Ligue internationale de la librairie ancienne, plus connue sous les noms de LILA dans le monde francophone et ILAB ((en) International League of Antiquarian Booksellers) dans le monde anglophone et sur le plan international, est une organisation qui fédère les associations nationales de libraires de livres anciens du monde entier. Elle s'exprime au nom de 22 associations nationales, et représente environ 1 600 libraires répartis dans 39 pays. Son emblème est gage d'intégrité et de compétence professionnelle dans le domaine du livre ancien.

## Origines
La Ligue fut créée en 1947 à Amsterdam lors d'une réunion d'associations et fédérations de libraires européens. L'idée d'une coopération internationale renforcée fut nourrie par la volonté d'effacer les différences nationales qui façonnaient alors le monde. Depuis ce temps, ses buts, objectifs et idéaux ont été adoptés dans plusieurs continents, et son réseau s'étend en Amérique, en Asie et en Australie.

## Buts
Les buts formulés en 1947 sont toujours d'actualité. En bref, il s'agit de soutenir et d’améliorer le niveau professionnel du métier, de promouvoir une conduite honorable et de contribuer de diverses manières à une plus large appréciation de l’histoire et de l’art du livre.

## Us et coutumes
La Ligue publie et soutient un code de déontologie basé sur la vaste expérience de ses associations nationales. Les libraires affiliés à la LILA s’engagent à respecter ce code. Une des preuves de son succès est la rareté des litiges. En cas de litige, les associations nationales interviennent pour faire respecter le code de déontologie de la Ligue. La Ligue préside un réseau qui relie les libraires d'ancien du monde entier.

## Foires
La Ligue a toujours soutenu et parrainé des foires du livre ancien. Son congrès biennal, organisé dans des villes différentes, est associé à l'organisation d'une foire majeure, qui se distingue par la quantité et la qualité des ouvrages exposés par des libraires de premier plan. Ces foires sont organisées selon les directives établies par la Ligue, qui garantissent l'authenticité des ouvrages et documents exposés ainsi que l'intégrité des libraires exposants.

## Prix de Bibliographie
Un des rôles importants de la Ligue est le soutien qu'elle apporte aux travaux de recherche consacrés à la bibliographie. Elle décerne tous les quatre ans un prix de 10 000 dollars à une œuvre bibliographique. Un panel de juges composé de libraires et d'universitaires statue sur des œuvres en provenance du monde entier.

## Publications
Les publications actuelles de la Ligue peuvent être acquises auprès de certains libraires ou auprès des associations nationales.

## Associations nationales
22 associations nationales de la librairie ancienne forment la Ligue. La plupart d'entre elles publient un annuaire de leurs membres, disponible sur simple demande.

### Allemagne
Verband Deutscher Antiquare e.V. fondé en 1957, représente les libraires d'Allemagne.

### Australie & Nouvelle-Zélande
The Australian & New Zealand Association of Antiquarian Booksellers (ANZAAB) (en), fondée en 1977, représente les libraires d'Australie et de Nouvelle-Zélande.

### Autriche
The Antiquarian Booksellers Association of Austria (en) Verband der Antiquare Österreichs, fondé en 1949, représente les libraires d'Autriche.

### Belgique
La Chambre Professionnelle Belge de la Librairie Ancienne et Moderne (CLAM)/Belgische Beroepskamer van Antiquaren (BBA) (en), fondée en 1946, représente les libraires de Belgique.

### Canada
Antiquarian Booksellers' Association of Canada (ABAC)/Association de la Librairie Ancienne du Canada (ALAC) (en) fondée en 1966, représente les libraires du Canada.

### Corée
The Antiquarian Booksellers Association of Korea (ABAK) (en) fondée en 1989, elle rejoint la LILA ( ILAB) en 1990 pendant le Congrès de Tokyo Congrès et devient le 18e membre.

### Danemark
Den Danske Antikvarboghandlerforening (ABF) (en), fondée en 1920, représente les libraires du Danemark.

### États-Unis
The Antiquarian Booksellers' Association of America (en) (ABAA), fondée en 1949.

### France
Syndicat National de la Librairie Ancienne et Moderne (SLAM), créé in 1914, compte 225 libraires français. site du SLAM www.slam-livre.fr

### Grande-Bretagne
Antiquarian Booksellers Association (ABA) (en) fondée in 1906, c'est la plus ancienne des associations nationales, elle représente les libraires des Îles Britanniques.

### Italie
Fondée in 1947 en tant que Circolo dei Librai Antiquari, elle se dénomme maintenant Associazione Librai Antiquari d'Italia (en) depuis 1971, l'ALAI représente les libraires d'Italie.

### Japon
The Antiquarian Booksellers Association of Japan (ABAJ) (en) créée en 1964 par 10 grands libraires-antiquaires de Tokyo, Osaka and Kyoto, elle représente les libraires du Japon.

### Pays-Bas
Nederlandsche Vereeniging van Antiquaren (NVvA) (en) fondée en 1935, elle représente les libraires des Pays-Bas

### Suisse
Vereinigung der Buchantiquare und Kupferstichhändler in der Schweiz (VEBUKU)/Syndicat de la librairie ancienne et du commerce de l'estampe en Suisse (SLACES) (en), fondé en 1939, le Syndicat représente les libraires de Suisse.